# 디칸카 근교 마을의 야회
《디칸카 근교 마을의 야회》(러시아어: Вечера́ на ху́торе близ Дика́ньки 베체라 나 후토레 블리즈 디칸키[*], 문자 개혁 이전: Вечера на хуторѣ близъ Диканьки)는 러시아 제국의 소설가 니콜라이 고골이 '루디 판코'(Рудый Панько)라는 필명으로 집필하여 1831년과 1832년에 걸쳐 출판된 소설집이다.

## 집필 배경
1829년 고골은 첫 작품인 시집《간츠 큐헬가르텐》(러시아어: Ганц Кюхельгартен)을 자비로 출판하나 평론가들에게 큰 혹평을 받았고 그는 시집을 모두 구입하여 소각한다. 절망한 그는 동년 1829년 미국으로 이주할 목적으로 뤼베크로 향하여 8월에서 9월까지 생활하나 금전 문제로 다시 상트페테르부르크로 돌아와 하급 관리로 일하게 된다.
Но на первый раз довольно об Петербурге. В другом письме еще я поговорю об нем. Теперь вы, почтеннейшая маминька, мой добрый ангел-хранитель, теперь вас прошу, в свою очередь, сделать для меня величайшее из одолжений. Вы имеете тонкий, наблюдательный ум, вы много знаете обычаи и нравы малороссиян наших, и потому я знаю, вы не откажетесь сообщать мне их в нашей переписке. Это мне очень, очень нужно. В следующем письме я ожидаю от вас описания полного наряда сельского дьячка, от верхнего платья до самых сапогов с поименованием, как это всё называлось у самых закоренелых, самых древних, самых наименее переменившихся малороссиан; равным образом название платья, носимого нашими крестьянскими девками до последней ленты, также нынешними замужними и мужиками.
하지만 페테르부르크 이야기는 여기까지 하고 다른 편지에서 계속하겠습니다. 존경하는 어머니이자 자애로운 수호천사인 당신께 커다란 은혜를 베풀어 주실 것을 간청합니다. 당신은 섬세하고 관찰력이 좋으며, 우리 소러시아인들의 관습과 도덕에 대해 많은 것을 알고 계시지요. 그렇기에 제게 그 내용을 서신을 통해 가르쳐 주실 것을 믿어 의심치 않습니다. 정말, 정말로 필요합니다. 다음 편지에서는 마을 관리인 복장에 관한 모든 설명을 기대하겠습니다. 그리고 가장 뿌리 깊고 변치 않는 우리 소러시아인들이 그 복장을 어떤 이름으로 불렀는지와 우리의 시골 처녀들이 입는 드레스의 마지막 리본까지와 지금의 기혼 여성들과 농민들의 것까지도 같이 적어주시길 바랍니다.Гоголь Н. В. - Гоголь М. И., 30 апреля 1829 г.
1829년 4월 30일 N. V. 고골 - M. I 고골

1829년 4월 30일 고골은 모친에게 우크라이나의 민속 문화를 알려 줄 것을 요청하는 편지를 보낸다. 이후 그는 이를 바탕으로 유년기 시절 경험한 우크라이나의 민담을 소재로 본 작품을 집필했으며, 이는 당시 문학계의 낭만주의 기조와 맞물려 큰 성공을 거두었고 벨린스키와 푸시킨의 찬사를 받으며 그는 유명세를 타게 된다.

## 수록 작품
1부
1. 소로친치 시장
2. 성 요한 전야제
3. 오월의 밤 혹은 물에 빠져 죽은 여자
4. 잃어버린 편지

2부
1. 성탄 전야
2. 무서운 복수 (러시아어: Страшная месть 스트라시나야 메스티[*])
3. 이반 표도로비치 시폰카와 그의 이모 (러시아어: Иван Фёдорович Шпонька и его тётушка 이반 표도로비치 시폰카 이 에고 툐투시카[*])
4. 저주받은 곳 (러시아어: Заколдованное место 자콜도반노예 메스토[*])

## 참고 문헌
- 니콜라이 고골 (2021년 11월 15일). 《디칸카 근교 마을의 야회》. 번역 이경완. 을유문화사. ISBN 9788932405094.
- 윤새라 (2012년 1월). “자아와 타자 사이: 고골 작품의 소러시아”. 《슬라브硏究》 (한국외국어대학교 러시아연구소) 28 (3): 177-199.
- 이기주 (2018년 8월 15일). “『디칸카 근교의 야화』에 내포된 사랑과 선악의 관계”. 《러시아어문학연구논집》 (한국러시아문학회) (62): 53-69.